# Liste des transferts NBA saison 2011-2012
Pour un article plus général, voir Saison NBA 2011-2012.
Cette page présente la liste des transferts et mouvements de personnels de la NBA durant la saison 2011-2012.

## Retraites

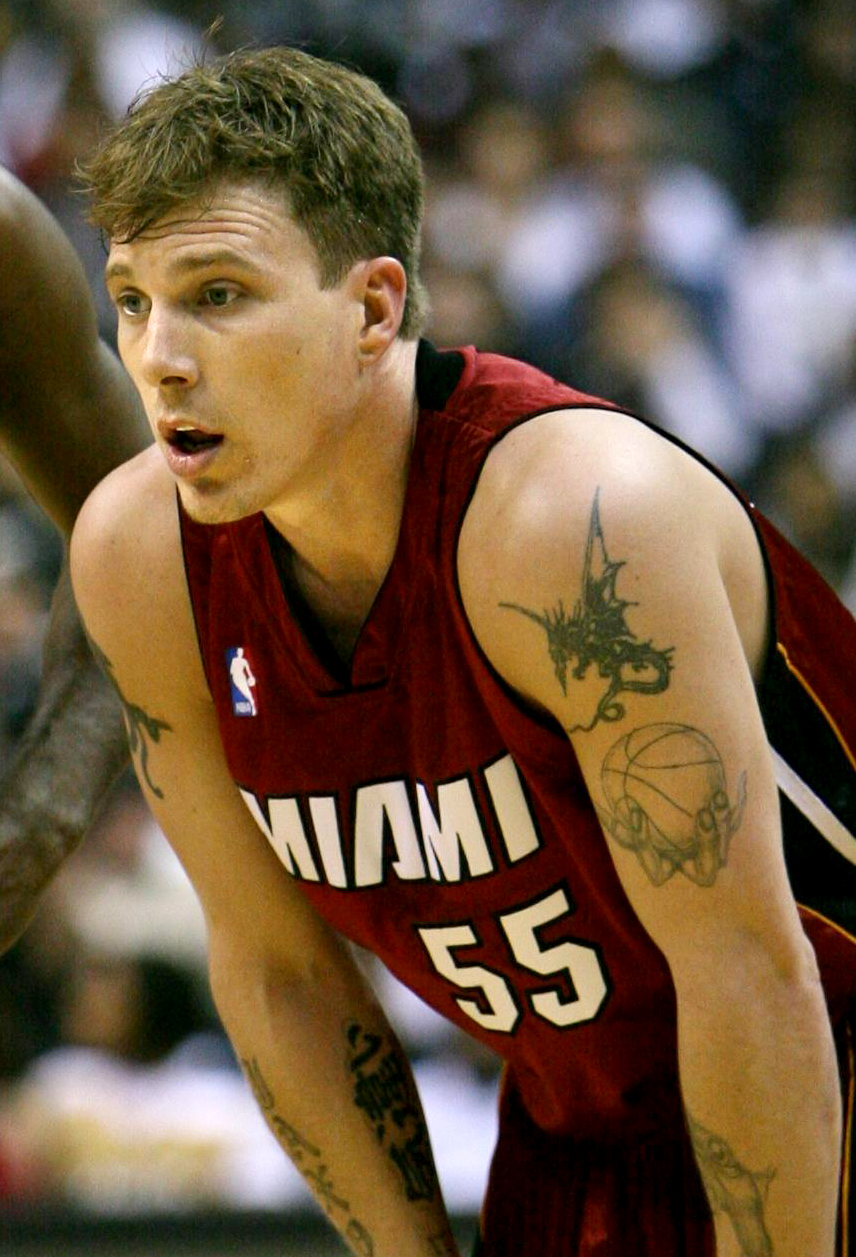
Jason Williams avec le Heat de Miami

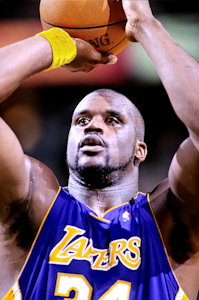
Shaquille O'Neal avec les Lakers de Los Angeles

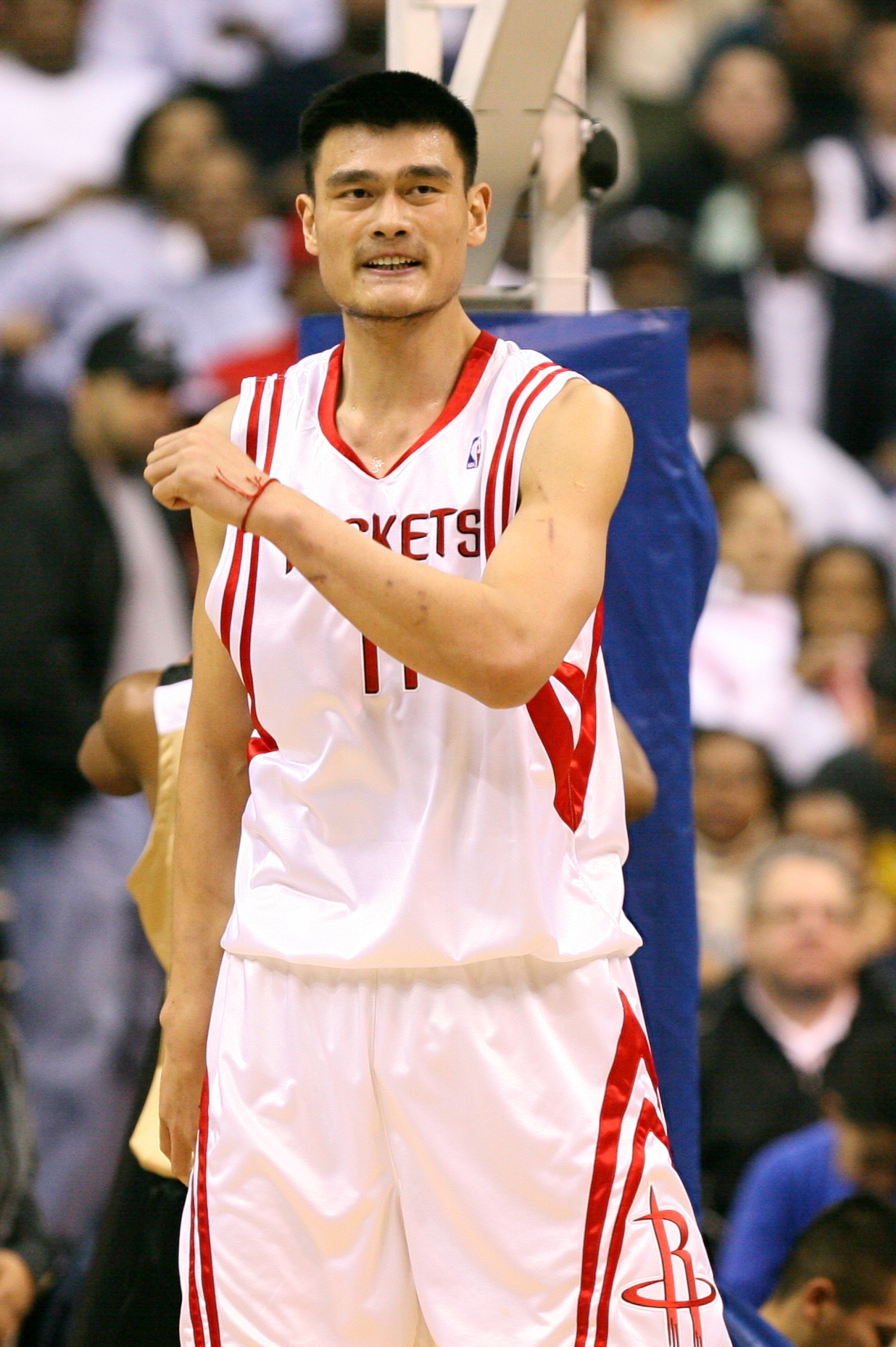
Yao Ming avec les Rockets de Houston

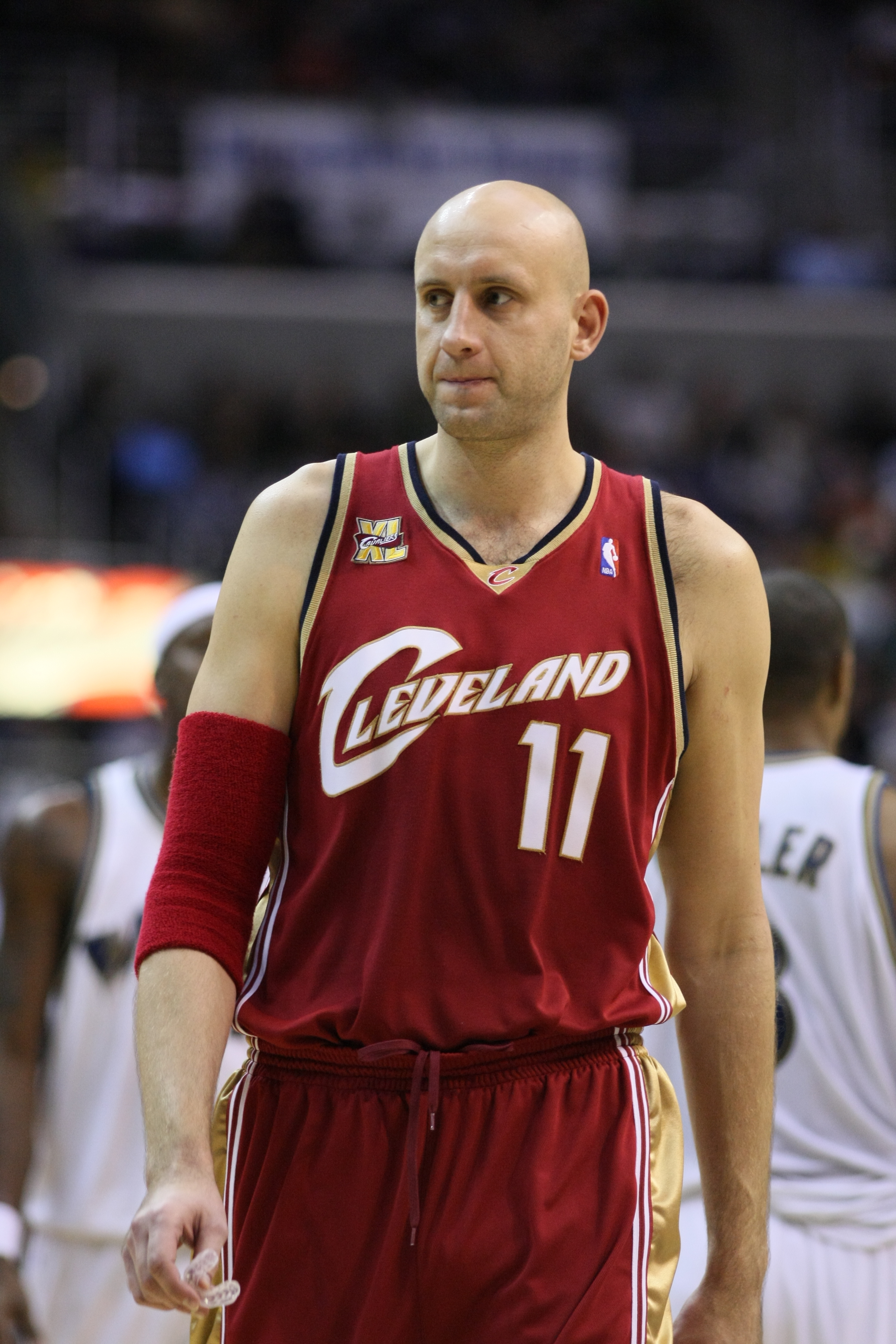
Žydrūnas Ilgauskas avec les Cavaliers de Cleveland

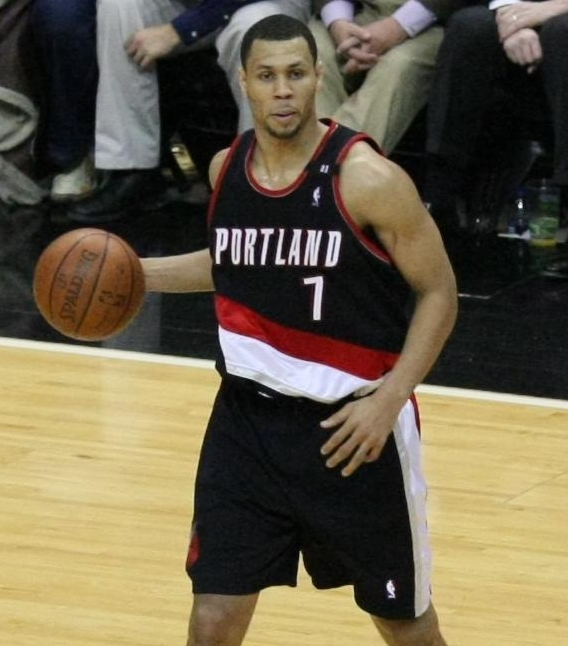
Brandon Roy avec les Trail Blazers de Portland

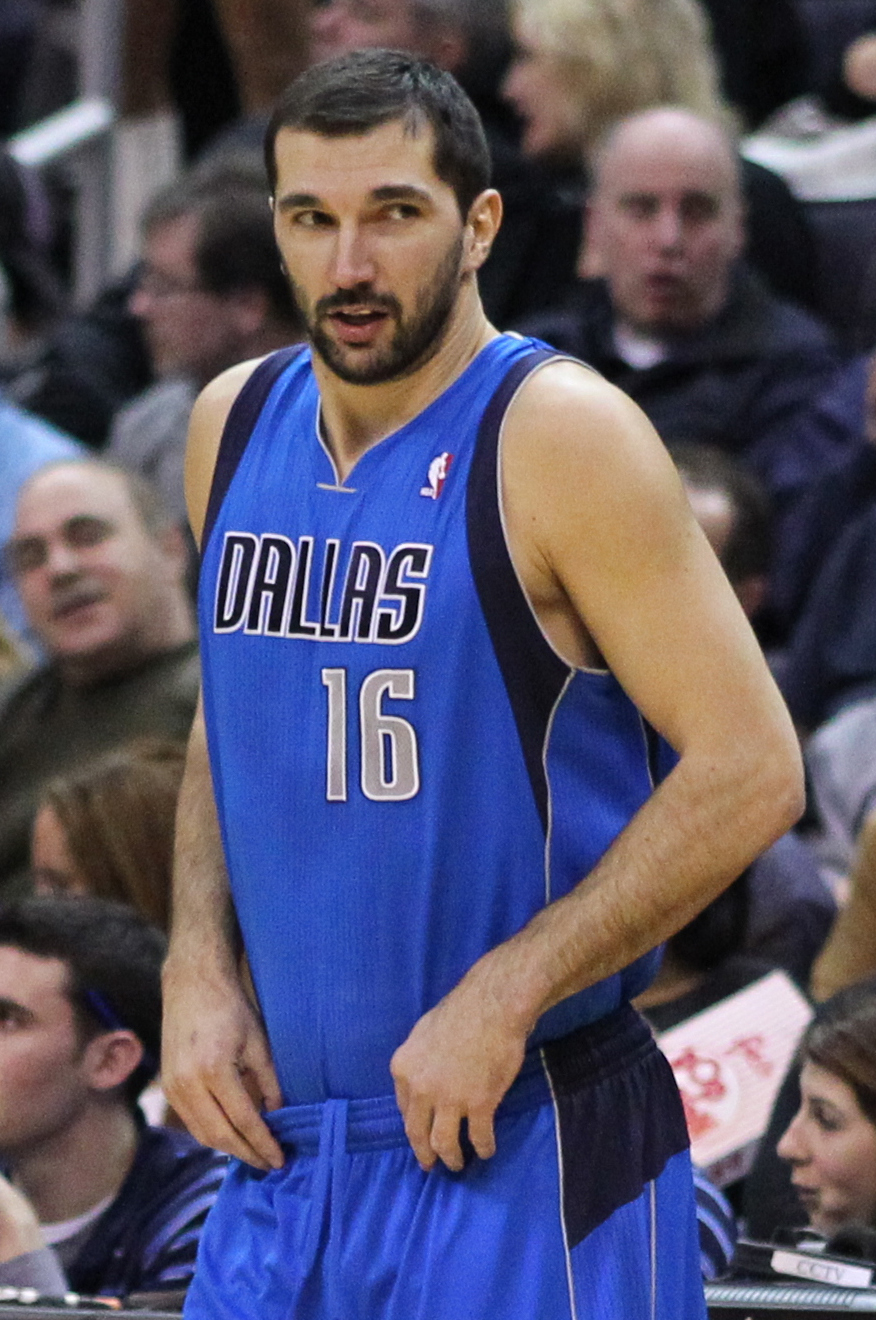
Peja Stojakovic avec les Mavericks de Dallas

| Date         | Nom                 | Équipes | Âge | Palmarès | Ref.   |
| ------------ | ------------------- | --- | --- | --- | ------ |
| 18 avril     | Jason Williams      | Sacramento Kings (1998–2001) Memphis Grizzlies (2001–2005; 2011) Miami Heat (2005–2008) Orlando Magic (2009–2011) | 35  | 1x Champion NBA (2006) NBA All-Rookie First Team (1999) | [ 1 ]  |
| 26 avril     | Jarron Collins      | Utah Jazz (2001–2009) Phoenix Suns (2009–2010) Los Angeles Clippers (2011) Portland Trail Blazers (2011) | 32  | | [ 2 ]  |
| 3 juin       | Shaquille O'Neal    | Orlando Magic (1992–1996) Los Angeles Lakers (1996–2004) Miami Heat (2004–2008) Phoenix Suns (2008–2009) Cleveland Cavaliers (2009–2010) Boston Celtics (2010–2011) | 39  | 4× Champion NBA (2000, 2001, 2002, 2006) 3× MVP des Finales (2000, 2001, 2002) 1x NBA Most Valuable Player (2000) 15× NBA All-Star (1993-1998, 2000-2007, 2009) 3× MVP du All-Star Game (2000, 2004, 2009) 8× All-NBA First Team (1998, 2000-2006) 2× All-NBA Second Team (1995, 1999) 4× All-NBA Third Team (1994, 1996, 1997, 2009) 3× NBA All-Defensive Second Team (2000, 2001, 2003) NBA Rookie of the Year (1993) NBA All-Rookie First Team (1993) 2× meilleur marqueur de la saison (1995, 2000) | [ 3 ]  |
| 18 juin      | Trajan Langdon      | Cleveland Cavaliers (1999–2002) | 35  | | [ 4 ]  |
| 20 juillet   | Yao Ming            | Houston Rockets (2002–2011) | 30  | 8× NBA All-Star (2003-2009, 2011) 2× All-NBA Second Team (2007, 2009) 3× All-NBA Third Team (2004, 2006, 2008) NBA All-Rookie First Team (2003) | [ 5 ]  |
| 2 septembre  | Radoslav Nesterović | Minnesota Timberwolves (1999–2003) San Antonio Spurs (2003–2006) Toronto Raptors (2006–2008, 2009–2010) Indiana Pacers (2008–2009) | 35  | 1x Champion NBA (2005) | [ 6 ]  |
| 24 septembre | Travis Hansen       | Atlanta Hawks (2003–2004) | 33  | | [ 7 ]  |
| 30 septembre | Žydrūnas Ilgauskas  | Cleveland Cavaliers (1996–2010) Miami Heat (2010–2011) | 36  | 2× NBA All-Star (2003, 2005) NBA All-Rookie First Team (1998) | [ 8 ]  |
| 7 décembre   | Dan Dickau          | Atlanta Hawks (2002–2004) Portland Trail Blazers (2004, 2006–2007) Dallas Mavericks (2004) New Orleans Hornets (2004–2005) Boston Celtics (2005–2006) Los Angeles Clippers (2007–2008) | 33  | | [ 9 ]  |
| 10 décembre  | Brandon Roy         | Portland Trail Blazers (2006–2011) Minnesota Timberwolves (2012–13) | 27  | 3× NBA All-Star (2008–2010) 1x All-NBA Second Team (2009) 1x All-NBA Third Team (2010) NBA Rookie of the Year (2007) NBA All-Rookie First Team (2007) | [ 10 ] |
| 18 décembre  | Sean Marks          | Toronto Raptors (1998–2000) Miami Heat (2001–2003) San Antonio Spurs (2003–2006) Phoenix Suns (2006–2008) New Orleans Hornets (2008–2010) Portland Trail Blazers (2010–2011) | 36  | 1x Champion NBA (2005) | [ 11 ] |
| 20 décembre  | Peja Stojaković     | Sacramento Kings (1998–2006) Indiana Pacers (2006) New Orleans Hornets (2006–2010) Toronto Raptors (2010–2011) Dallas Mavericks (2011) | 34  | 1x Champion NBA (2011) 3× NBA All-Star (2002-2004) 1x All-NBA Second Team (2004) 2× NBA Three Point Shootout Champion (2002, 2003) | [ 12 ] |
| 20 décembre  | Antonio McDyess     | Denver Nuggets (1995–1997; 1998–2002) Phoenix Suns (1997–1998; 2004) New York Knicks (2002–2004) Detroit Pistons (2004–2009) San Antonio Spurs (2009–2011) | 37  | 1x NBA All-Star (2001) 1x All-NBA Third Team (1999) NBA All-Rookie First Team (1996) | [ 13 ] |
| 23 décembre  | Theo Ratliff        | Detroit Pistons (1995–1997; 2008) Philadelphia 76ers (1997–2001; 2008–2009) Atlanta Hawks (2001–2004) Portland Trail Blazers (2004–2006) Boston Celtics (2006–2007) Minnesota Timberwolves (2007–2008) San Antonio Spurs (2009–2010) Charlotte Bobcats (2010) Los Angeles Lakers (2010–2011) | 38  | 1x NBA All-Star (2001) 2× NBA All-Defensive Second Team (1999, 2004) 3× Meilleur contreur de la saison (2001, 2003, 2004) | [ 14 ] |
| 19 janvier   | Greg Ostertag       | Utah Jazz (1995–2004, 2005–2006) Sacramento Kings (2004–2005) | 38  | | [ 15 ] |
| 12 mars      | T. J. Ford          | Milwaukee Bucks (2003–2006) Toronto Raptors (2006–2008) Indiana Pacers (2008–2011) San Antonio Spurs (2011–2012) | 28  | NBA All-Rookie Second Team (2004) | [ 16 ] |
| 21 mars      | Jeff Foster         | Indiana Pacers (1999–2012) | 35  | | [ 17 ] |
| 7 avril      | Antoine Walker      | Boston Celtics (1996–2003, 2005) Dallas Mavericks (2003–2004) Atlanta Hawks (2004–2005) Miami Heat (2005–2007) Minnesota Timberwolves (2007–2008) | 35  | 1x Champion NBA (2006) 3× NBA All-Star (1998, 2002, 2003) NBA All-Rookie First Team (1997) | [ 18 ] |

## Encadrement

### Entraîneurs

#### Avant-saison
| Date         | Équipe                 | Ancien entraîneur | Motif          | Nouvel entraîneur | Dernier poste occupé                                    | Réf.   |
| ------------ | ---------------------- | ----------------- | -------------- | ----------------- | ------------------------------------------------------- | ------ |
| 31 mai       | Los Angeles Lakers     | Phil Jackson      | Limogé         | Mike Brown        | Cleveland Cavaliers (entraîneur principal 2005-2010)    | [ 19 ] |
| 1er juin     | Houston Rockets        | Rick Adelman      | Contrat expiré | Kevin McHale      | Minnesota Timberwolves (entraîneur principal 2008-2009) | [ 20 ] |
| 6 juin       | Golden State Warriors  | Keith Smart       | Limogé         | Mark Jackson      | Aucun                                                   | [ 21 ] |
| 21 juin      | Toronto Raptors        | Jay Triano        | Contrat expiré | Dwane Casey       | Dallas Mavericks (entraîneur assistant 2008-2011)       | [ 22 ] |
| 3 août       | Detroit Pistons        | John Kuester      | Limogé         | Lawrence Frank    | Boston Celtics (entraîneur assistant 2010-2011)         | [ 23 ] |
| 28 septembre | Minnesota Timberwolves | Kurt Rambis       | Limogé         | Rick Adelman      | Houston Rockets (entraîneur principal 2007-2011)        | [ 24 ] |

#### Durant la saison
| Date       | Équipe                 | Ancien entraîneur | Motif     | Nouvel entraîneur       | Dernier poste occupé                                    | Réf.   |
| ---------- | ---------------------- | ----------------- | --------- | ----------------------- | ------------------------------------------------------- | ------ |
| 5 janvier  | Sacramento Kings       | Paul Westphal     | Limogé    | Keith Smart             | Sacramento Kings (entraîneur assistant 2011-2012)       | [ 25 ] |
| 24 janvier | Washington Wizards     | Flip Saunders     | Limogé    | Randy Wittman           | Washington Wizards (entraîneur assistant 2009-2012)     | [ 26 ] |
| 14 mars    | New York Knicks        | Mike D'Antoni     | Démission | Mike Woodson            | New York Knicks (entraîneur assistant 2011-2012)        | [ 27 ] |
| 15 mars    | Portland Trail Blazers | Nate McMillan     | Limogé    | Kaleb Canales (interim) | Portland Trail Blazers (entraîneur assistant 2009-2012) | [ 28 ] |

### Manager Général

#### Avant-saison
| Date       | Équipe                 | Ancien manager général | Motif          | Nouveau manager général | Dernier poste occupé                    | Réf.   |
| ---------- | ---------------------- | ---------------------- | -------------- | ----------------------- | --------------------------------------- | ------ |
| 23 mai     | Portland Trail Blazers | Rich Cho               | Limogé         | Chad Buchanan           | Aucun                                   |        |
| 3 juin     | New York Knicks        | Donnie Walsh           | Contrat expiré | Glen Grunwald           | Toronto Raptors, Manager Général        | [ 29 ] |
| 14 juin    | Charlotte Bobcats      | Rod Higgins            | Promotion      | Rich Cho                | Portland Trail Blazers, Manager Général | [ 30 ] |
| 18 octobre | Philadelphia 76ers     | Ed Stefanski           | Limogé         | Rod Thorn               | New Jersey Nets, Manager Général        | [ 31 ] |

#### Durant la saison
| Date     | Équipe                | Ancien manager général | Motif      | Nouveau manager général | Dernier poste occupé | Réf.   |
| -------- | --------------------- | ---------------------- | ---------- | ----------------------- | -------------------- | ------ |
| 24 avril | Golden State Warriors | Larry Riley            | Retrogradé | Bob Myers               | Aucun                | [ 32 ] |

## Joueurs

### Échanges
| Juin                       | Juin | Juin | Juin   |
| -------------------------- | --- | --- | ------ |
| June 23 (jour de la draft) | Échange à trois équipes | Échange à trois équipes | [ 33 ] |
| June 23 (jour de la draft) | Vers Milwaukee Bucks - Stephen Jackson (de Charlotte) - Shaun Livingston (de Charlotte) - Beno Udrih (de Sacramento) - Droits sur Tobias Harris (de Charlotte) | Vers Sacramento Kings - John Salmons (de Milwaukee) - Droits sur Jimmer Fredette (de Milwaukee)                                                                            | [ 33 ] |
| June 23 (jour de la draft) | Vers Charlotte Bobcats - Corey Maggette (de Milwaukee) - Droits sur Bismack Biyombo (de Sacramento)                                                            | | [ 33 ] |
| June 23 (jour de la draft) | Vers Indiana Pacers - George Hill | Vers San Antonio Spurs - Droits sur Kawhi Leonard - Droits sur Dāvis Bertāns - Droits sur Erazem Lorbek                                                                    | [ 34 ] |
| June 23 (jour de la draft) | Vers Minnesota Timberwolves - Brad Miller - Droits sur Nikola Mirotić - Droits sur Chandler Parsons - Futur premier tour de draft                              | Vers Houston Rockets - Jonny Flynn - Droits sur Donatas Motiejūnas - Second tour de draft 2012                                                                             | [ 35 ] |
| June 23 (jour de la draft) | Vers Minnesota Timberwolves - Droits sur Norris Cole - Droits sur Malcolm Lee - Cash considerations                                                            | Vers Chicago Bulls - Droits sur Nikola Mirotić | [ 36 ] |
| June 23 (jour de la draft) | Vers Minnesota Timberwolves - Droits sur Bojan Bogdanović - Second tour de draft 2014 - Cash considerations                                                    | Vers Miami Heat - Droits sur Norris Cole | [ 37 ] |
| June 23 (jour de la draft) | Vers Minnesota Timberwolves - Second tour de draft 2013 - Cash considerations                                                                                  | Vers New Jersey Nets - Droits sur Bojan Bogdanović | [ 38 ] |
| June 23 (jour de la draft) | Vers Minnesota Timberwolves - Cash considerations | Vers Houston Rockets - Droits sur Chandler Parsons | [ 37 ] |
| June 23 (jour de la draft) | Vers Boston Celtics - Droits sur JaJuan Johnson - Second tour de draft 2014                                                                                    | Vers New Jersey Nets - Droits sur Marshon Brooks | [ 39 ] |
| June 23 (jour de la draft) | Échange à trois équipes | Échange à trois équipes | [ 40 ] |
| June 23 (jour de la draft) | Vers Portland Trail Blazers - Raymond Felton (de Denver) - Droits sur Tanguy Ngombo (de Dallas)                                                                | Vers Denver Nuggets - Andre Miller (de Portland) - Droits sur Jordan Hamilton (de Dallas)                                                                                  | [ 40 ] |
| June 23 (jour de la draft) | Vers Dallas Mavericks - Rudy Fernández (de Portland) - Droits sur Petteri Koponen (de Portland)                                                                | | [ 40 ] |
| June 23 (jour de la draft) | Vers New Orleans Hornets - Cash considerations | Vers New York Knicks - Droits sur Josh Harrellson | [ 41 ] |
| June 23 (jour de la draft) | Vers Cleveland Cavaliers - Second tour de draft 2013 - Second tour de draft 2014                                                                               | Vers Orlando Magic - Droits sur Justin Harper | [ 42 ] |
| June 23 (jour de la draft) | Vers Charlotte Bobcats - Cash considerations | Vers Golden State Warriors - Droits sur Jeremy Tyler | [ 43 ] |
| June 23 (jour de la draft) | Vers Los Angeles Lakers - Futur second tour de draft | Vers Denver Nuggets - Droits sur Chukwudiebere Maduabum | [ 44 ] |
| 27 juin                    | Vers Minnesota Timberwolves - Droits sur Tanguy Ngombo | Vers Portland Trail Blazers - Futur second tour de draft | [ 45 ] |
| 30 juin                    | Vers Cleveland Cavaliers - Omri Casspi - Premier tour de draft protégé de 2012                                                                                 | Vers Sacramento Kings - J. J. Hickson | [ 46 ] |
| Décembre                   | | |        |
| 9 décembre                 | Vers Boston Celtics - Keyon Dooling - Second tour de draft 2012                                                                                                | Vers Milwaukee Bucks - Droits sur Albert Miralles | [ 47 ] |
| 10 décembre                | Échange à trois équipes | Échange à trois équipes | [ 48 ] |
| 10 décembre                | Vers New York Knicks - Tyson Chandler (de Dallas) - Droits sur Ahmad Nivins (de Dallas) - Droits sur Georgios Printezis (de Dallas)                            | Vers Washington Wizards - Ronny Turiaf (de New York) - Second tour de draft 2013 (de New York) - Cash considerations (de New York) - Second tour de draft 2013 (de Dallas) | [ 48 ] |
| 10 décembre                | Vers Dallas Mavericks - Andy Rautins (de New York) - Second tour de draft 2012 (de Washington)                                                                 | | [ 48 ] |
| 11 décembre                | Vers Dallas Mavericks - Lamar Odom - Second tour de draft 2012                                                                                                 | Vers Los Angeles Lakers - Premier tour de draft 2012 | [ 49 ] |
| 12 décembre                | Vers Orlando Magic - Glen Davis - Von Wafer | Vers Boston Celtics - Brandon Bass | [ 50 ] |
| 13 décembre                | Vers Denver Nuggets - Rudy Fernández - Corey Brewer | Vers Dallas Mavericks - Futur second tour de draft | [ 51 ] |
| 13 décembre                | Vers Oklahoma City Thunder - Lazar Hayward | Vers Minnesota Timberwolves - Second tour de draft 2012 - Futur second tour de draft - Robert Vaden                                                                        | [ 52 ] |
| 14 décembre                | Vers Los Angeles Clippers - Chris Paul - Deux seconds tours de draft 2012                                                                                      | Vers New Orleans Hornets - Eric Gordon - Chris Kaman - Al-Farouq Aminu - Premier tour de draft 2012                                                                        | [ 53 ] |
| 19 décembre                | Vers Indiana Pacers - Lou Amundson | Vers Golden State Warriors - Brandon Rush | [ 54 ] |
| 19 décembre                | Vers Charlotte Bobcats - Byron Mullens | Vers Oklahoma City Thunder - Second tour de draft 2013 | [ 55 ] |
| 22 décembre                | Vers New Jersey Nets - Mehmet Okur | Vers Utah Jazz - Second tour de draft 2015 | [ 56 ] |
| 24 décembre                | Vers Memphis Grizzlies - Quincy Pondexter | Vers New Orleans Hornets - Greivis Vásquez | [ 57 ] |
| Janvier                    | | |        |
| 4 janvier                  | Échange à trois équipes | Échange à trois équipes | [ 58 ] |
| 4 janvier                  | Vers Memphis Grizzlies - Marreese Speights (de Philadelphia)                                                                                                   | Vers New Orleans Hornets - Xavier Henry (de Memphis) | [ 58 ] |
| 4 janvier                  | Vers Philadelphia 76ers - Second tour de draft 2012 (de Memphis) - Futur second tour de draft (de New Orleans)                                                 | | [ 58 ] |
| Mars                       | | |        |
| 13 mars                    | Vers Milwaukee Bucks - Monta Ellis - Ekpe Udoh - Kwame Brown                                                                                                   | Vers Golden State Warriors - Andrew Bogut - Stephen Jackson | [ 59 ] |
| 15 mars                    | Vers Golden State Warriors - Second tour de draft 2012 | Vers Atlanta Hawks - Cash considerations | [ 60 ] |
| 15 mars                    | Vers Houston Rockets - Marcus Camby | Vers Portland Trail Blazers - Jonny Flynn - Hasheem Thabeet - Second tour de draft 2012                                                                                    | [ 61 ] |
| 15 mars                    | Vers Indiana Pacers - Leandro Barbosa | Vers Toronto Raptors - Futur second tour de draft - Cash considerations | [ 62 ] |
| 15 mars                    | Vers Los Angeles Lakers - Ramon Sessions - Christian Eyenga - Droit d'échanger le premier choix de draft en 2013                                               | Vers Cleveland Cavaliers - Luke Walton - Jason Kapono - Premier tour de draft protégé en 2012                                                                              | [ 63 ] |
| 15 mars                    | Vers Los Angeles Lakers - Jordan Hill | Vers Houston Rockets - Derek Fisher - Premier tour de draft protégé en 2012                                                                                                | [ 64 ] |
| 15 mars                    | Vers New Jersey Nets - Gerald Wallace | Vers Portland Trail Blazers - Mehmet Okur - Shawne Williams - Premier tour de draft protégé en 2012                                                                        | [ 65 ] |
| 15 mars                    | Vers Philadelphia 76ers - Sam Young | Vers Memphis Grizzlies - Droits sur Ricky Sánchez | [ 66 ] |
| 15 mars                    | Vers San Antonio Spurs - Stephen Jackson | Vers Golden State Warriors - Richard Jefferson - T. J. Ford - Premier tour de draft protégé en 2012                                                                        | [ 67 ] |
| 15 mars                    | Échange à trois équipes | Échange à trois équipes | [ 68 ] |
| 15 mars                    | Vers Washington Wizards - Nenê (de Denver) - Brian Cook (de L.A. Clippers) - Futur second tour de draft (de L.A. Clippers)                                     | Vers Denver Nuggets - JaVale McGee (de Washington) - Ronny Turiaf (de Washington) - Futur second tour de draft (de L.A. Clippers)                                          | [ 68 ] |
| 15 mars                    | Vers Los Angeles Clippers - Nick Young (de Washington) | | [ 68 ] |

### Agents libres
| Joueur              | Jour de la signature | Ancienne équipe                                             | Nouvelle équipe                                             | Réf.    |
| ------------------- | -------------------- | ----------------------------------------------------------- | ----------------------------------------------------------- | ------- |
| Jason Collins       | 9 décembre           | Atlanta Hawks                                               | Atlanta Hawks                                               | [ 69 ]  |
| Ivan Johnson        | 9 décembre           | Qingdao DoubleStar (Chine)                                  | Atlanta Hawks                                               | [ 69 ]  |
| Tracy McGrady       | 9 décembre           | Detroit Pistons                                             | Atlanta Hawks                                               | [ 69 ]  |
| Vladimir Radmanović | 9 décembre           | Golden State Warriors                                       | Atlanta Hawks                                               | [ 70 ]  |
| Donald Sloan        | 9 décembre           | Erie BayHawks (D-League)                                    | Atlanta Hawks                                               | [ 69 ]  |
| Jerry Stackhouse    | 9 décembre           | Miami Heat                                                  | Atlanta Hawks                                               | [ 69 ]  |
| Marquis Daniels     | 9 décembre           | Boston Celtics                                              | Boston Celtics                                              | [ 71 ]  |
| Chris Wilcox        | 9 décembre           | Detroit Pistons                                             | Boston Celtics                                              | [ 72 ]  |
| Greg Stiemsma       | 9 décembre           | Sioux Falls Skyforce (D-League)                             | Boston Celtics                                              | [ 73 ]  |
| Derrick Brown       | 9 décembre           | New York Knicks                                             | Charlotte Bobcats                                           | [ 74 ]  |
| Mychel Thompson     | 9 décembre           | Erie BayHawks (D-League)                                    | Cleveland Cavaliers                                         |         |
| Brandan Wright      | 9 décembre           | New Jersey Nets                                             | Dallas Mavericks                                            | [ 75 ]  |
| Julyan Stone        | 9 décembre           | UTEP (non draft en 2011)                                    | Denver Nuggets                                              | [ 76 ]  |
| Jonas Jerebko       | 9 décembre           | Detroit Pistons                                             | Detroit Pistons                                             | [ 77 ]  |
| Tayshaun Prince     | 9 décembre           | Detroit Pistons                                             | Detroit Pistons                                             | [ 78 ]  |
| Damien Wilkins      | 9 décembre           | Atlanta Hawks                                               | Detroit Pistons                                             | [ 79 ]  |
| Caron Butler        | 9 décembre           | Dallas Mavericks                                            | Los Angeles Clippers                                        | [ 80 ]  |
| Jason Kapono        | 9 décembre           | Philadelphia 76ers                                          | Los Angeles Lakers                                          | [ 81 ]  |
| Mario Chalmers      | 9 décembre           | Miami Heat                                                  | Miami Heat                                                  | [ 82 ]  |
| Juwan Howard        | 9 décembre           | Miami Heat                                                  | Miami Heat                                                  | [ 83 ]  |
| James Jones         | 9 décembre           | Miami Heat                                                  | Miami Heat                                                  | [ 84 ]  |
| Shane Battier       | 9 décembre           | Memphis Grizzlies                                           | Miami Heat                                                  | [ 85 ]  |
| Dennis Horner       | 9 décembre           | Springfield Armor (D-League)                                | New Jersey Nets                                             | [ 86 ]  |
| Carldell Johnson    | 9 décembre           | Austin Toros (D-League)                                     | New Orleans Hornets                                         | [ 87 ]  |
| Trey Johnson        | 9 décembre           | Los Angeles Lakers                                          | New Orleans Hornets                                         | [ 87 ]  |
| DaJuan Summers      | 9 décembre           | Detroit Pistons                                             | New Orleans Hornets                                         | [ 87 ]  |
| Lance Thomas        | 9 décembre           | Austin Toros (D-League)                                     | New Orleans Hornets                                         | [ 87 ]  |
| Terrico White       | 9 décembre           | Detroit Pistons                                             | New Orleans Hornets                                         | [ 87 ]  |
| Daequan Cook        | 9 décembre           | Oklahoma City Thunder                                       | Oklahoma City Thunder                                       | [ 88 ]  |
| Larry Hughes        | 9 décembre           | Aucune                                                      | Orlando Magic                                               | [ 89 ]  |
| Grant Hill          | 9 décembre           | Phoenix Suns                                                | Phoenix Suns                                                | [ 90 ]  |
| Shannon Brown       | 9 décembre           | Los Angeles Lakers                                          | Phoenix Suns                                                | [ 91 ]  |
| Sebastian Telfair   | 9 décembre           | Minnesota Timberwolves                                      | Phoenix Suns                                                | [ 92 ]  |
| Greg Oden           | 9 décembre           | Portland Trail Blazers                                      | Portland Trail Blazers                                      | [ 93 ]  |
| Marcus Thornton     | 9 décembre           | Sacramento Kings                                            | Sacramento Kings                                            | [ 94 ]  |
| T. J. Ford          | 9 décembre           | Indiana Pacers                                              | San Antonio Spurs                                           | [ 95 ]  |
| Jamaal Magloire     | 9 décembre           | Miami Heat                                                  | Toronto Raptors                                             | [ 96 ]  |
| Earl Watson         | 9 décembre           | Utah Jazz                                                   | Utah Jazz                                                   | [ 97 ]  |
| Roger Mason         | 9 décembre           | New York Knicks                                             | Washington Wizards                                          | [ 98 ]  |
| Chris Wright        | 10 décembre          | Maine Red Claws (D-League)                                  | Golden State Warriors                                       | [ 99 ]  |
| Jeff Foster         | 10 décembre          | Indiana Pacers                                              | Indiana Pacers                                              | [ 100 ] |
| Jeff Pendergraph    | 10 décembre          | Portland Trail Blazers                                      | Indiana Pacers                                              | [ 100 ] |
| Josh Davis          | 10 décembre          | Bancatercas Teramo (Italie)                                 | Memphis Grizzlies                                           | [ 101 ] |
| Jeremy Pargo        | 10 décembre          | Maccabi Tel Aviv (Israël)                                   | Memphis Grizzlies                                           | [ 102 ] |
| Brian Skinner       | 10 décembre          | Benneton Treviso (Italie)                                   | Memphis Grizzlies                                           | [ 101 ] |
| Eddy Curry          | 10 décembre          | Minnesota Timberwolves                                      | Miami Heat                                                  | [ 103 ] |
| Mickell Gladness    | 10 décembre          | Dakota Wizards (D-League)                                   | Miami Heat                                                  | [ 104 ] |
| Terrel Harris       | 10 décembre          | Rio Grande Valley Vipers (D-League)                         | Miami Heat                                                  | [ 105 ] |
| Mike Dunleavy       | 10 décembre          | Indiana Pacers                                              | Milwaukee Bucks                                             | [ 106 ] |
| Darington Hobson    | 10 décembre          | Milwaukee Bucks                                             | Milwaukee Bucks                                             | [ 107 ] |
| Tyson Chandler      | 10 décembre          | Dallas Mavericks                                            | New York Knicks                                             | [ 48 ]  |
| Thaddeus Young      | 10 décembre          | Philadelphia 76ers                                          | Philadelphia 76ers                                          | [ 108 ] |
| Rasual Butler       | 10 décembre          | Chicago Bulls                                               | Toronto Raptors                                             | [ 109 ] |
| Jamaal Tinsley      | 10 décembre          | Los Angeles D-Fenders (D-League)                            | Utah Jazz                                                   | [ 110 ] |
| Larry Owens         | 10 décembre          | Washington Wizards                                          | Washington Wizards                                          | [ 111 ] |
| Jared Jeffries      | 11 décembre          | New York Knicks                                             | New York Knicks                                             | [ 112 ] |
| Mike Bibby          | 11 décembre          | Miami Heat                                                  | New York Knicks                                             | [ 113 ] |
| Spencer Hawes       | 11 décembre          | Philadelphia 76ers                                          | Philadelphia 76ers                                          | [ 114 ] |
| Kurt Thomas         | 11 décembre          | Chicago Bulls                                               | Portland Trail Blazers                                      | [ 115 ] |
| Aaron Gray          | 11 décembre          | New Orleans Hornets                                         | Toronto Raptors                                             | [ 116 ] |
| Hamady N'Diaye      | 11 décembre          | Washington Wizards                                          | Washington Wizards                                          | [ 117 ] |
| Aleksandar Pavlović | 12 décembre          | Boston Celtics                                              | Boston Celtics                                              | [ 118 ] |
| Brian Scalabrine    | 12 décembre          | Chicago Bulls                                               | Chicago Bulls                                               | [ 119 ] |
| Anthony Parker      | 12 décembre          | Cleveland Cavaliers                                         | Cleveland Cavaliers                                         | [ 120 ] |
| Brian Cardinal      | 12 décembre          | Dallas Mavericks                                            | Dallas Mavericks                                            | [ 121 ] |
| Vince Carter        | 12 décembre          | Phoenix Suns (libéré le 9 décembre)                         | Dallas Mavericks                                            | [ 122 ] |
| Jeremy Lin          | 12 décembre          | Golden State Warriors (libéré le 9 décembre)                | Houston Rockets                                             | [ 123 ] |
| DeAndre Jordan      | 12 décembre          | Los Angeles Clippers                                        | Los Angeles Clippers                                        | [ 124 ] |
| Chauncey Billups    | 12 décembre          | New York Knicks (libéré le 10 décembre)                     | Los Angeles Clippers                                        | [ 125 ] |
| Jason Richardson    | 12 décembre          | Orlando Magic                                               | Orlando Magic                                               | [ 126 ] |
| Glen Davis          | 12 décembre          | Boston Celtics                                              | Orlando Magic                                               | [ 50 ]  |
| Von Wafer           | 12 décembre          | Boston Celtics                                              | Orlando Magic                                               | [ 50 ]  |
| Tony Battie         | 12 décembre          | Philadelphia 76ers                                          | Philadelphia 76ers                                          | [ 127 ] |
| Gani Lawal          | 12 décembre          | Phoenix Suns (libéré le 9 décembre)                         | San Antonio Spurs                                           | [ 128 ] |
| Anthony Carter      | 12 décembre          | New York Knicks                                             | Toronto Raptors                                             | [ 129 ] |
| Delonte West        | 13 décembre          | Boston Celtics                                              | Dallas Mavericks                                            | [ 130 ] |
| DeMarre Carroll     | 13 décembre          | Houston Rockets                                             | Denver Nuggets                                              | [ 131 ] |
| David West          | 13 décembre          | New Orleans Hornets                                         | Indiana Pacers                                              | [ 132 ] |
| Luc Mbah a Moute    | 13 décembre          | Milwaukee Bucks                                             | Milwaukee Bucks                                             | [ 133 ] |
| Shelden Williams    | 13 décembre          | New York Knicks                                             | New Jersey Nets                                             | [ 134 ] |
| Marco Belinelli     | 13 décembre          | New Orleans Hornets                                         | New Orleans Hornets                                         | [ 135 ] |
| Ronnie Price        | 13 décembre          | Utah Jazz                                                   | Phoenix Suns                                                | [ 136 ] |
| Melvin Ely          | 14 décembre          | Denver Nuggets                                              | Charlotte Bobcats                                           | [ 137 ] |
| Richard Hamilton    | 14 décembre          | Detroit Pistons (libéré le 12 décembre)                     | Chicago Bulls                                               | [ 138 ] |
| Nenê                | 14 décembre          | Denver Nuggets                                              | Denver Nuggets                                              | [ 139 ] |
| Kwame Brown         | 14 décembre          | Charlotte Bobcats                                           | Golden State Warriors                                       | [ 140 ] |
| Josh McRoberts      | 14 décembre          | Indiana Pacers                                              | Los Angeles Lakers                                          | [ 141 ] |
| Marc Gasol          | 14 décembre          | Memphis Grizzlies                                           | Memphis Grizzlies                                           | [ 142 ] |
| José Juan Barea     | 14 décembre          | Dallas Mavericks                                            | Minnesota Timberwolves                                      | [ 143 ] |
| Gary Forbes         | 14 décembre          | Denver Nuggets                                              | Toronto Raptors                                             | [ 144 ] |
| Reggie Williams     | 15 décembre          | Golden State Warriors                                       | Charlotte Bobcats                                           | [ 145 ] |
| Dominic McGuire     | 15 décembre          | Charlotte Bobcats                                           | Golden State Warriors                                       | [ 146 ] |
| Shawne Williams     | 15 décembre          | New York Knicks                                             | New Jersey Nets                                             | [ 147 ] |
| Earl Clark          | 15 décembre          | Orlando Magic                                               | Orlando Magic                                               | [ 148 ] |
| Jamal Crawford      | 15 décembre          | Atlanta Hawks                                               | Portland Trail Blazers                                      | [ 149 ] |
| Craig Smith         | 15 décembre          | Los Angeles Clippers                                        | Portland Trail Blazers                                      | [ 150 ] |
| Steve Novak         | 15 décembre          | San Antonio Spurs                                           | San Antonio Spurs                                           | [ 151 ] |
| Josh Howard         | 15 décembre          | Washington Wizards                                          | Utah Jazz                                                   | [ 152 ] |
| Ish Smith           | 16 décembre          | Memphis Grizzlies (libéré le 14 décembre)                   | Golden State Warriors                                       | [ 153 ] |
| Maurice Evans       | 16 décembre          | Washington Wizards                                          | Washington Wizards                                          | [ 154 ] |
| Rodney Stuckey      | 17 décembre          | Detroit Pistons                                             | Detroit Pistons                                             | [ 155 ] |
| Carl Landry         | 17 décembre          | New Orleans Hornets                                         | New Orleans Hornets                                         | [ 156 ] |
| Jason Smith         | 17 décembre          | New Orleans Hornets                                         | New Orleans Hornets                                         | [ 157 ] |
| Travis Outlaw       | 17 décembre          | New Jersey Nets (libéré le 15 décembre)                     | Sacramento Kings                                            | [ 158 ] |
| Troy Murphy         | 18 décembre          | Boston Celtics                                              | Los Angeles Lakers                                          | [ 159 ] |
| Ben Uzoh            | 19 décembre          | New Jersey Nets                                             | Charlotte Bobcats                                           |         |
| Baron Davis         | 19 décembre          | Cleveland Cavaliers (libéré le 14 décembre)                 | New York Knicks                                             | [ 160 ] |
| Nick Young          | 19 décembre          | Washington Wizards                                          | Washington Wizards                                          | [ 161 ] |
| Jannero Pargo       | 20 décembre          | Chicago Bulls (libéré le 16 décembre)                       | Atlanta Hawks                                               | [ 162 ] |
| Arron Afflalo       | 20 décembre          | Denver Nuggets                                              | Denver Nuggets                                              | [ 163 ] |
| Sean Williams       | 21 décembre          | Maccabi Haifa (Israël)                                      | Dallas Mavericks                                            | [ 164 ] |
| Jeff Adrien         | 21 décembre          | Golden State Warriors (libéré le 30 juin)                   | Houston Rockets                                             | [ 165 ] |
| Kris Humphries      | 21 décembre          | New Jersey Nets                                             | New Jersey Nets                                             | [ 166 ] |
| Steve Novak         | 21 décembre          | San Antonio Spurs (libéré le 19 décembre)                   | New York Knicks                                             | [ 167 ] |
| Willie Green        | 22 décembre          | New Orleans Hornets                                         | Atlanta Hawks                                               | [ 168 ] |
| Reggie Evans        | 22 décembre          | Toronto Raptors                                             | Los Angeles Clippers                                        | [ 169 ] |
| DeShawn Stevenson   | 23 décembre          | Dallas Mavericks                                            | New Jersey Nets                                             | [ 170 ] |
| Gustavo Ayón        | 23 décembre          | Fuenlabrada (Espagne)                                       | New Orleans Hornets                                         | [ 171 ] |
| Chuck Hayes         | 23 décembre          | Houston Rockets                                             | Sacramento Kings                                            | [ 172 ] |
| Mickaël Piétrus     | 24 décembre          | Phoenix Suns (libéré le 22 décembre)                        | Boston Celtics                                              | [ 173 ] |
| Dante Cunningham    | 24 décembre          | Charlotte Bobcats                                           | Memphis Grizzlies                                           | [ 174 ] |
| Cory Higgins        | 25 décembre          | Denver Nuggets (libéré le 23 décembre)                      | Charlotte Bobcats                                           | [ 175 ] |
| Samuel Dalembert    | 26 décembre          | Sacramento Kings                                            | Houston Rockets                                             | [ 176 ] |
| Jeremy Lin          | 27 décembre          | Houston Rockets (libéré le 25 décembre)                     | New York Knicks                                             | [ 177 ] |
| Michael Redd        | 29 décembre          | Milwaukee Bucks                                             | Phoenix Suns                                                | [ 178 ] |
| Hamed Haddadi       | 31 décembre          | Memphis Grizzlies                                           | Memphis Grizzlies                                           | [ 179 ] |
| Ike Diogu           | 3 janvier            | Los Angeles Clippers                                        | San Antonio Spurs                                           | [ 180 ] |
| Solomon Jones       | 3 janvier            | Indiana Pacers                                              | Los Angeles Clippers                                        | [ 181 ] |
| Nate Robinson       | 4 janvier            | Oklahoma City Thunder (libéré le 24 janvier)                | Golden State Warriors                                       | [ 182 ] |
| Yi Jianlian         | 6 janvier            | Washington Wizards                                          | Dallas Mavericks                                            | [ 183 ] |
| Mike James          | 11 janvier           | Erie BayHawks (D-League)                                    | Chicago Bulls                                               | [ 184 ] |
| Malcolm Thomas      | 11 janvier           | Los Angeles D-Fenders (D-League)                            | San Antonio Spurs                                           | [ 185 ] |
| Earl Barron         | 14 janvier           | Portland Trail Blazers (libéré le 20 décembre)              | Golden State Warriors                                       | [ 186 ] |
| Courtney Fortson    | 16 janvier           | Los Angeles D-Fenders (D-League)                            | Los Angeles Clippers                                        | [ 187 ] |
| Larry Owens         | 18 janvier           | Tulsa 66ers (D-League)                                      | New Jersey Nets                                             | [ 188 ] |
| Walker Russell      | 20 janvier           | Fort Wayne Mad Ants (D-League)                              | Detroit Pistons                                             | [ 189 ] |
| Francisco Elson     | 27 janvier           | Utah Jazz                                                   | Philadelphia 76ers                                          | [ 190 ] |
| Keith Bogans        | 31 janvier           | Chicago Bulls (libéré le 16 décembre)                       | New Jersey Nets                                             | [ 191 ] |
| Ish Smith           | 2 février            | Los Angeles D-Fenders (D-League)                            | Orlando Magic                                               | [ 192 ] |
| Kenyon Martin       | 3 février            | Denver Nuggets                                              | Los Angeles Clippers                                        | [ 193 ] |
| Greg Smith          | 8 février            | Rio Grande Valley Vipers (D-League)                         | Houston Rockets                                             | [ 194 ] |
| DeMarre Carroll     | 8 février            | Denver Nuggets (libéré le 4 février)                        | Utah Jazz                                                   | [ 195 ] |
| J. R. Smith         | 17 février           | Denver Nuggets*                                             | New York Knicks                                             | [ 196 ] |
| Joel Przybilla      | 27 février           | Charlotte Bobcats                                           | Portland Trail Blazers                                      | [ 197 ] |
| Lance Thomas        | 27 février           | New Orleans Hornets (a déjà signé 2 contrats de 10 jours)   | New Orleans Hornets (a déjà signé 2 contrats de 10 jours)   | [ 198 ] |
| Erick Dampier       | 1er mars             | Atlanta Hawks (a déjà signé 2 contrats de 10 jours)         | Atlanta Hawks (a déjà signé 2 contrats de 10 jours)         | [ 199 ] |
| Donald Sloan        | 16 mars              | New Orleans Hornets (libéré le 1er mars)                    | Cleveland Cavaliers                                         | [ 200 ] |
| Manny Harris        | 17 mars              | Cleveland Cavaliers (a déjà signé 2 contrats de 10 jours)   | Cleveland Cavaliers (a déjà signé 2 contrats de 10 jours)   | [ 201 ] |
| Wilson Chandler     | 18 mars              | Denver Nuggets                                              | Denver Nuggets                                              | [ 202 ] |
| Gerald Green        | 18 mars              | New Jersey Nets (a déjà signé 2 contrats de 10 jours)       | New Jersey Nets (a déjà signé 2 contrats de 10 jours)       | [ 203 ] |
| Gilbert Arenas      | 20 mars              | Orlando Magic (libéré le 9 décembre)                        | Memphis Grizzlies                                           | [ 204 ] |
| Chris Johnson       | 20 mars              | Portland Trail Blazers (libéré le 15 mars)                  | New Orleans Hornets                                         | [ 205 ] |
| Ronny Turiaf        | 21 mars              | Denver Nuggets (libéré le 18 mars)                          | Miami Heat                                                  | [ 206 ] |
| Derek Fisher        | 21 mars              | Houston Rockets (libéré le 19 mars)                         | Oklahoma City Thunder                                       | [ 207 ] |
| J. J. Hickson       | 21 mars              | Sacramento Kings (libéré le 19 mars)                        | Portland Trail Blazers                                      | [ 208 ] |
| Ryan Hollins        | 23 mars              | Cleveland Cavaliers (libéré le 20 mars)                     | Boston Celtics                                              | [ 209 ] |
| Kelenna Azubuike    | 23 mars              | Aucune                                                      | Dallas Mavericks                                            | [ 210 ] |
| Kyrylo Fesenko      | 23 mars              | Utah Jazz                                                   | Indiana Pacers                                              | [ 211 ] |
| Boris Diaw          | 23 mars              | Charlotte Bobcats (libéré le 21 mars)                       | San Antonio Spurs                                           | [ 212 ] |
| Bobby Simmons       | 24 mars              | Los Angeles Clippers (a déjà signé 2 contrats de 10 jours)  | Los Angeles Clippers (a déjà signé 2 contrats de 10 jours)  | [ 213 ] |
| Patrick Mills       | 27 mars              | Portland Trail Blazers                                      | San Antonio Spurs                                           | [ 214 ] |
| Courtney Fortson    | 27 mars              | Houston Rockets (a déjà signé 2 contrats de 10 jours)       | Houston Rockets (a déjà signé 2 contrats de 10 jours)       | [ 215 ] |
| Terrence Williams   | 31 mars              | Sacramento Kings (a déjà signé 2 contrats de 10 jours)      | Sacramento Kings (a déjà signé 2 contrats de 10 jours)      | [ 216 ] |
| Mickell Gladness    | 1er avril            | Golden State Warriors (a déjà signé 2 contrats de 10 jours) | Golden State Warriors (a déjà signé 2 contrats de 10 jours) | [ 217 ] |
| Mike James          | 5 avril              | Chicago Bulls (a déjà signé 2 contrats de 10 jours)         | Chicago Bulls (a déjà signé 2 contrats de 10 jours)         | [ 218 ] |
| Diamon Simpson (en) | 12 avril             | Adelaide 36ers (Australie)                                  | Houston Rockets                                             | [ 219 ] |
| Jamario Moon        | 15 avril             | Los Angeles D-Fenders (D-League)                            | Charlotte Bobcats                                           | [ 220 ] |
| Morris Almond       | 16 avril             | Maine Red Claws (D-League)                                  | Washington Wizards                                          | [ 221 ] |
| Mikki Moore         | 16 avril             | Idaho Stampede (D-League)                                   | Golden State Warriors                                       | [ 222 ] |
| Sean Williams       | 20 avril             | Dallas Mavericks (libéré le 22 mars)                        | Boston Celtics                                              | [ 223 ] |
| Lester Hudson       | 20 avril             | Cleveland Cavaliers (a déjà signé 2 contrats de 10 jours)   | Memphis Grizzlies                                           | [ 224 ] |
| Dan Gadzuric        | 20 avril             | Texas Legends (D-League)                                    | New York Knicks                                             | [ 225 ] |
| Xavier Silas        | 24 avril             | Maine Red Claws (D-League)                                  | Philadelphia 76ers                                          | [ 226 ] |

#### Contrats de 10 jours
Un joueur peut signer un contrat de 10 jours à partir du 6 février. Un joueur peut signer deux contrats de 10 jours avec une seule et même équipe. Si une équipe désire conserver un joueur après son second contrat de 10 jours, elle est dans l'obligation de lui offrir un contrat pour la fin de la saison.
| Joueur            | 1er contrat | 2e contrat | Nouvelle équipe                                      | Ancienne équipe                                      | Réf.    |
| ----------------- | ----------- | ---------- | ---------------------------------------------------- | ---------------------------------------------------- | ------- |
| Lance Thomas      | 6 février   | 16 février | New Orleans Hornets                                  | Austin Toros (D-League)                              | ,       |
| Donald Sloan      | 8 février   | 20 février | New Orleans Hornets                                  | Atlanta Hawks (libéré le 26 janvier)                 | ,       |
| Erick Dampier     | 9 février   | 19 février | Atlanta Hawks                                        | Miami Heat                                           | ,       |
| Ben Uzoh          | 10 février  | —          | Cleveland Cavaliers                                  | Rio Grande Valley Vipers (D-League)                  | [ 233 ] |
| Francisco Elson   | 11 février  | 21 février | Philadelphia 76ers (previously waived on February 7) | Philadelphia 76ers (previously waived on February 7) |         |
| Mickell Gladness  | 12 février  | 28 février | Miami Heat (previously waived on February 7)         | Miami Heat (previously waived on February 7)         | ,       |
| Mike James        | 14 février  | 14 mars    | Chicago Bulls                                        | Erie BayHawks (D-League)                             | ,       |
| Andre Emmett      | 14 février  | —          | New Jersey Nets                                      | Sioux Falls Skyforce (D-League)                      | [ 238 ] |
| Solomon Jones     | 15 février  | 27 février | New Orleans Hornets                                  | Los Angeles Clippers (libéré le 7 février)           | ,       |
| Eric Dawson       | 20 février  | 16 mars    | San Antonio Spurs                                    | Austin Toros (D-League)                              | ,       |
| Manny Harris      | 21 février  | 2 mars     | Cleveland Cavaliers                                  | Canton Charge (D-League)                             | ,       |
| Bobby Simmons     | 27 février  | 9 mars     | Los Angeles Clippers                                 | Reno Bighorns (D-League)                             | ,       |
| Gerald Green      | 27 février  | 8 mars     | New Jersey Nets                                      | Los Angeles D-Fenders (D-League)                     | ,       |
| Jeff Foote        | 9 mars      | —          | New Orleans Hornets                                  | Springfield Armor (D-League)                         | [ 249 ] |
| Jerry Smith       | 16 mars     | —          | New Jersey Nets                                      | Springfield Armor (D-League)                         | [ 250 ] |
| Courtney Fortson  | 17 mars     | —          | Houston Rockets                                      | Los Angeles D-Fenders (D-League)                     | [ 251 ] |
| Edwin Ubiles      | 18 mars     | —          | Washington Wizards                                   | Dakota Wizards (D-League)                            | [ 252 ] |
| Terrence Williams | 21 mars     | —          | Sacramento Kings                                     | Houston Rockets (libéré le 16 mars)                  | [ 253 ] |
| Mickell Gladness  | 22 mars     | —          | Golden State Warriors                                | Miami Heat (libéré le 9 mars)                        | [ 254 ] |
| Justin Dentmon    | 24 mars     | —          | San Antonio Spurs                                    | Austin Toros (D-League)                              | [ 255 ] |
| Keith Benson      | 24 mars     | —          | Golden State Warriors                                | Sioux Falls Skyforce (D-League)                      | [ 256 ] |
| Earl Boykins      | 26 mars     | 5 avril    | Houston Rockets                                      | Milwaukee Bucks                                      | ,       |
| Alan Anderson     | 26 mars     | 6 avril    | Toronto Raptors                                      | Canton Charge (D-League)                             | ,       |
| Ben Uzoh          | 27 mars     | 6 avril    | Toronto Raptors                                      | Rio Grande Valley Vipers (D-League)                  | ,       |
| Malcolm Thomas    | 27 mars     | —          | Houston Rockets                                      | Los Angeles D-Fenders (D-League)                     | [ 215 ] |
| Cartier Martin    | 28 mars     |            | Washington Wizards                                   | Iowa Energy (D-League)                               | [ 262 ] |
| Lester Hudson     | 30 mars     | 9 avril    | Cleveland Cavaliers                                  | Austin Toros (D-League)                              | ,       |
| Dennis Horner     | 30 mars     | —          | New Jersey Nets                                      | Springfield Armor (D-League)                         | [ 265 ] |
| James Singleton   | 5 avril     | —          | Washington Wizards                                   | Guangdong Southern Tigers (Chine)                    | [ 266 ] |
| Justin Dentmon    | 6 avril     | —          | Toronto Raptors                                      | Austin Toros (D-League)                              | [ 267 ] |
| Armon Johnson     | 9 avril     | —          | New Jersey Nets                                      | Portland Trail Blazers (libéré le 27 février)        | [ 268 ] |

#### Joueurs libérés
| Joueur            | Date        | Équipe                 | Réf.    |
| ----------------- | ----------- | ---------------------- | ------- |
| Jermaine Taylor   | 14 juin     | Sacramento Kings       | [ 269 ] |
| Jeff Adrien       | 20 juin     | Golden State Warriors  | [ 270 ] |
| Joey Graham       | 9 décembre  | Cleveland Cavaliers    | [ 271 ] |
| Terrico White     | 9 décembre  | Detroit Pistons        | [ 272 ] |
| Jeremy Lin        | 9 décembre  | Golden State Warriors  | [ 273 ] |
| Gilbert Arenas    | 9 décembre  | Orlando Magic          | [ 274 ] |
| Vince Carter      | 9 décembre  | Phoenix Suns           | [ 275 ] |
| Gani Lawal        | 9 décembre  | Phoenix Suns           | [ 275 ] |
| Chauncey Billups  | 10 décembre | New York Knicks        | [ 276 ] |
| Charlie Bell      | 11 décembre | Golden State Warriors  | [ 277 ] |
| Richard Hamilton  | 12 décembre | Detroit Pistons        | [ 278 ] |
| James Posey       | 12 décembre | Indiana Pacers         | [ 279 ] |
| Robert Vaden      | 13 décembre | Minnesota Timberwolves | [ 52 ]  |
| Patrick Ewing Jr. | 13 décembre | New Orleans Hornets    | [ 280 ] |
| Zabian Dowdell    | 13 décembre | Phoenix Suns           | [ 136 ] |
| Da'Sean Butler    | 13 décembre | San Antonio Spurs      | [ 281 ] |
| Baron Davis       | 14 décembre | Cleveland Cavaliers    | [ 282 ] |
| Ish Smith         | 14 décembre | Memphis Grizzlies      | [ 283 ] |
| Andy Rautins      | 15 décembre | Dallas Mavericks       | [ 284 ] |
| Travis Outlaw     | 15 décembre | New Jersey Nets        | [ 285 ] |
| Brandon Roy       | 15 décembre | Portland Trail Blazers | [ 286 ] |
| Keith Bogans      | 16 décembre | Chicago Bulls          | [ 287 ] |
| Jannero Pargo     | 16 décembre | Chicago Bulls          | [ 288 ] |
| Terrico White     | 17 décembre | New Orleans Hornets    | [ 289 ] |
| Marqus Blakely    | 19 décembre | Houston Rockets        |         |
| Willie Warren     | 19 décembre | Los Angeles Clippers   | [ 290 ] |
| David Andersen    | 19 décembre | New Orleans Hornets    | [ 291 ] |
| Antonio McDyess   | 19 décembre | San Antonio Spurs      | [ 292 ] |
| Steve Novak       | 19 décembre | San Antonio Spurs      | [ 292 ] |
| Earl Barron       | 20 décembre | Portland Trail Blazers | [ 293 ] |
| Larry Owens       | 21 décembre | Washington Wizards     | [ 294 ] |
| Manny Harris      | 22 décembre | Cleveland Cavaliers    | [ 295 ] |
| Stephen Graham    | 22 décembre | New Jersey Nets        | [ 296 ] |
| Mickaël Piétrus   | 22 décembre | Phoenix Suns           | [ 297 ] |
| Gani Lawal        | 22 décembre | San Antonio Spurs      | [ 298 ] |
| Keith Benson      | 23 décembre | Atlanta Hawks          | [ 299 ] |
| Magnum Rolle      | 23 décembre | Atlanta Hawks          | [ 300 ] |
| Pape Sy           | 23 décembre | Atlanta Hawks          | [ 300 ] |
| Melvin Ely        | 23 décembre | Charlotte Bobcats      | [ 301 ] |
| Ben Uzoh          | 24 décembre | Charlotte Bobcats      | [ 301 ] |
| Marcus Cousin     | 24 décembre | Houston Rockets        | [ 302 ] |
| Jeremy Lin        | 24 décembre | Houston Rockets        | [ 302 ] |
| Eddie House       | 24 décembre | Miami Heat             | [ 303 ] |
| Nate Robinson     | 24 décembre | Oklahoma City Thunder  | [ 304 ] |
| Brian Skinner     | 29 décembre | Memphis Grizzlies      | [ 305 ] |
| Lance Thomas      | 31 décembre | New Orleans Hornets    | [ 306 ] |
| Garret Siler      | 2 janvier   | Phoenix Suns           | [ 307 ] |
| Ike Diogu         | 11 janvier  | San Antonio Spurs      | [ 185 ] |
| Ish Smith         | 13 janvier  | Golden State Warriors  | [ 308 ] |
| Dennis Horner     | 18 janvier  | New Jersey Nets        | [ 309 ] |
| Donald Sloan      | 26 janvier  | Atlanta Hawks          | [ 310 ] |
| Courtney Fortson  | 27 janvier  | Los Angeles Clippers   | [ 311 ] |
| Trey Johnson      | 27 janvier  | New Orleans Hornets    | [ 312 ] |
| Mike James        | 28 janvier  | Chicago Bulls          | [ 313 ] |
| Larry Owens       | 31 janvier  | New Jersey Nets        | [ 191 ] |
| Larry Hughes      | 1er février | Orlando Magic          | [ 314 ] |
| Darington Hobson  | 3 février   | Milwaukee Bucks        | [ 315 ] |
| DeMarre Carroll   | 4 février   | Denver Nuggets         | [ 316 ] |
| Mychel Thompson   | 6 février   | Cleveland Cavaliers    | [ 317 ] |
| Earl Barron       | 6 février   | Golden State Warriors  | [ 318 ] |
| Jeff Adrien       | 7 février   | Houston Rockets        | [ 319 ] |
| Solomon Jones     | 7 février   | Los Angeles Clippers   | [ 320 ] |
| Derrick Caracter  | 7 février   | Los Angeles Lakers     | [ 321 ] |
| Josh Davis        | 7 février   | Memphis Grizzlies      | [ 322 ] |
| Mickell Gladness  | 7 février   | Miami Heat             | [ 323 ] |
| Carldell Johnson  | 7 février   | New Orleans Hornets    | [ 324 ] |
| DaJuan Summers    | 7 février   | New Orleans Hornets    | [ 324 ] |
| Francisco Elson   | 7 février   | Philadelphia 76ers     |         |
| Malcolm Thomas    | 7 février   | San Antonio Spurs      | [ 325 ] |
| Hamady N'Diaye    | 7 février   | Washington Wizards     | [ 326 ] |
| Keith Bogans      | 14 février  | New Jersey Nets        | [ 238 ] |
| Renaldo Balkman   | 17 février  | New York Knicks        | [ 196 ] |
| Armon Johnson     | 27 février  | Portland Trail Blazers | [ 327 ] |
| Greg Oden         | 15 mars     | Portland Trail Blazers | [ 65 ]  |
| Chris Johnson     | 15 mars     | Portland Trail Blazers | [ 65 ]  |
| Anthony Carter    | 15 mars     | Toronto Raptors        | [ 328 ] |
| Terrence Williams | 16 mars     | Houston Rockets        | [ 329 ] |
| Jason Kapono      | 17 mars     | Cleveland Cavaliers    | [ 201 ] |
| T. J. Ford        | 17 mars     | Golden State Warriors  | [ 330 ] |
| Ronny Turiaf      | 18 mars     | Denver Nuggets         | [ 331 ] |
| Derek Fisher      | 19 mars     | Houston Rockets        | [ 332 ] |
| J. J. Hickson     | 19 mars     | Sacramento Kings       | [ 333 ] |
| Ryan Hollins      | 20 mars     | Cleveland Cavaliers    | [ 334 ] |
| Andrés Nocioni    | 20 mars     | Philadelphia 76ers     | [ 335 ] |
| Boris Diaw        | 21 mars     | Charlotte Bobcats      | [ 336 ] |
| Ryan Reid         | 21 mars     | Oklahoma City Thunder  | [ 207 ] |
| Mehmet Okur       | 21 mars     | Portland Trail Blazers | [ 208 ] |
| Sean Williams     | 22 mars     | Dallas Mavericks       | [ 337 ] |
| Chris Wilcox      | 23 mars     | Boston Celtics         | [ 209 ] |
| Rasual Butler     | 23 mars     | Toronto Raptors        | [ 338 ] |
| Roger Mason       | 16 avril    | Washington Wizards     | [ 221 ] |
| Jermaine O'Neal   | 20 avril    | Boston Celtics         | [ 223 ] |

#### Joueurs non retenus
Tous les joueurs listés ci-dessous ne seront pas dans le roster de début de saison.
| Atlanta Hawks                                                  | Boston Celtics                                                                 | Charlotte Bobcats                                                                    | Chicago Bulls                                                                                | Cleveland Cavaliers                                                            |
| -------------------------------------------------------------- | ------------------------------------------------------------------------------ | ------------------------------------------------------------------------------------ | -------------------------------------------------------------------------------------------- | ------------------------------------------------------------------------------ |
| - Charles García - Zach Graham - Brad Wanamaker                | - Gilbert Brown - Jamal Sampson - Michael Sweetney                             | - Will Blalock - Ronald Dupree - Taylor Griffin - Isma'il Muhammad - Durrell Summers |                                                                                              | - Tyrell Biggs - Kyle Goldcamp - Kenny Hayes - J.P. Prince                     |
| Dallas Mavericks                                               | Denver Nuggets                                                                 | Detroit Pistons                                                                      | Golden State Warriors                                                                        | Houston Rockets                                                                |
| - Drew Neitzel - Jerome Randle                                 | - Cory Higgins - Michael Ruffin                                                | - Brian Hamilton - Kareem Rush - Walker Russell Jr. - Jake Voskuhl                   | - Gary Flowers - Julian Khazzouh - Tommy Mitchell - Tim Pickett - Tommy Smith - Edwin Ubiles | - Ibrahim Jaaber - Casey Mitchell - Omar Samhan - Damian Saunders - Greg Smith |
| Indiana Pacers                                                 | Los Angeles Clippers                                                           | Los Angeles Lakers                                                                   | Memphis Grizzlies                                                                            | Miami Heat                                                                     |
| - Jarrid Famous - Tyren Johnson - Darnell Lazare - Matt Rogers | - Blake Ahearn - Courtney Fortson - Marcus Hubbard - Adam Koch - Renaldo Major | - Zach Andrews - Chris Daniels - Gerald Green - Elijah Millsap - Malcolm Thomas      | - Mikki Moore - Jared Reiner - Walter Sharpe                                                 | - Derrick Byars - Cameron Jones - Jeremy Wise - Billy White                    |
| Milwaukee Bucks                                                | Minnesota Timberwolves                                                         | New Jersey Nets                                                                      | New Orleans Hornets                                                                          | New York Knicks                                                                |
| - Ron Howard - Marcus Lewis                                    | - Will Conroy - Devean George - Dominique Johnson - Shaun Pruitt - Bonzi Wells | - JamesOn Curry - Jerry Smith - Ime Udoka                                            | - Brian Butch - Justin Dentmon - Jerome Dyson - Moses Ehambe                                 | - Devin Green - Chris Hunter                                                   |
| Oklahoma City Thunder                                          | Orlando Magic                                                                  | Philadelphia 76ers                                                                   | Phoenix Suns                                                                                 | Portland Trail Blazers                                                         |
| - Marcus Dove - Anthony Goods - Terrence Roberts               | - Gabe Pruitt                                                                  | - Antonio Anderson - Dwayne Jones - Xavier Silas - Mike Tisdale                      | - Dwight Buycks - Jeremy Hazell - Marcus Landry                                              | - Marshall Brown - Jeff Foote - Ben McCauley - Seth Tarver                     |
| Sacramento Kings                                               | San Antonio Spurs                                                              | Toronto Raptors                                                                      | Utah Jazz                                                                                    | Washington Wizards                                                             |
| - Lawrence Hill - Adrian Oliver                                | - Devin Gibson - Frank Hassell - Antoine Hood - Doug Thomas - Luke Zeller      |                                                                                      | - Paul Carter - Trey Gilder - Keith McLeod - Scottie Reynolds                                | - Mardy Collins - Aaron Pettway - Mike Wilks                                   |

### Joueurs partis à l'étranger
| * | Joueurs qui sont retournés jouer dans leur pays |

#### Avant et pendant le lock-out
| Joueur                | Date de la signature | Nouvelle équipe           | Pays         | Équipe NBA             | Réf.    |
| --------------------- | -------------------- | ------------------------- | ------------ | ---------------------- | ------- |
| Nenad Krstić          | 22 juin              | CSKA Moscou               | Russie       | Boston Celtics         | [ 339 ] |
| Mustafa Shakur        | 27 juin              | Pau-Orthez                | France       | Washington Wizards     | [ 340 ] |
| David Andersen        | 28 juin              | Montepaschi Siena         | Italie       | New Orleans Hornets    | [ 341 ] |
| Hilton Armstrong      | 30 juin              | ASVEL Basket              | France       | Atlanta Hawks          | [ 342 ] |
| DaJuan Summers        | 3 juillet            | Montepaschi Siena         | Italie       | Detroit Pistons        | [ 343 ] |
| Sonny Weems           | 8 juillet            | Žalgiris Kaunas           | Lituanie     | Toronto Raptors        | [ 344 ] |
| Darius Songaila       | 8 juillet            | Galatasaray SK            | Turquie      | Philadelphia 76ers     | [ 345 ] |
| Lavoy Allen           | 14 juillet           | Strasbourg IG             | France       | Philadelphia 76ers     | [ 346 ] |
| Sasha Vujačić         | 15 juillet           | Anadolu Efes              | Turquie      | New Jersey Nets        | [ 347 ] |
| Deron Williams        | 16 juillet           | Beşiktaş Milangaz         | Turquie      | New Jersey Nets        | [ 348 ] |
| Timofey Mozgov*       | 21 juillet           | BC Khimki                 | Russie       | Denver Nuggets         | [ 349 ] |
| Chris Quinn           | 21 juillet           | BC Khimki                 | Russie       | San Antonio Spurs      | [ 349 ] |
| Magnum Rolle          | 27 juillet           | Changwon LG Sakers        | Corée du Sud | Atlanta Hawks          | [ 350 ] |
| Garrett Temple        | 27 juillet           | Fastweb Casale            | Italie       | Charlotte Bobcats      | [ 351 ] |
| E'Twaun Moore         | 28 juillet           | Benetton Treviso          | Italie       | Boston Celtics         | [ 352 ] |
| Acie Law              | 29 juillet           | Partizan                  | Serbie       | Golden State Warriors  | [ 353 ] |
| Jeff Adrien           | 30 juillet           | Benetton Treviso          | Italie       | Golden State Warriors  | [ 354 ] |
| Nicolas Batum*        | 1er août             | SLUC Nancy                | France       | Portland Trail Blazers | [ 355 ] |
| Mario West            | 2 août               | Tezenis Verona            | Italie       | New Jersey Nets        | [ 356 ] |
| Jordan Farmar         | 3 août               | Maccabi Tel Aviv          | Israël       | New Jersey Nets        | [ 357 ] |
| Ersan İlyasova*       | 3 août               | Anadolu Efes              | Turquie      | Milwaukee Bucks        | [ 358 ] |
| Trey Johnson          | 3 août               | Bancatercas Teramo        | Italie       | Los Angeles Lakers     | [ 359 ] |
| Von Wafer             | 4 août               | Vanoli Cremona            | Italie       | Boston Celtics         | [ 360 ] |
| Trevor Booker         | 4 août               | Bnei HaSharon             | Israël       | Washington Wizards     | [ 361 ] |
| Jon Leuer             | 5 août               | Deutsche Bank Skyliners   | Allemagne    | Milwaukee Bucks        | [ 362 ] |
| Jon Diebler           | 6 août               | Panionios                 | Grèce        | Portland Trail Blazers | [ 363 ] |
| Earl Clark            | 10 août              | Zhejiang Lions            | Chine        | Orlando Magic          | [ 364 ] |
| Danny Green           | 13 août              | KK Union Olimpija         | Slovénie     | San Antonio Spurs      | [ 365 ] |
| Ty Lawson             | 15 août              | Žalgiris Kaunas           | Lituanie     | Denver Nuggets         | [ 366 ] |
| Nikola Peković        | 16 août              | Partizan                  | Serbie       | Minnesota Timberwolves | [ 367 ] |
| Leandro Barbosa*      | 18 août              | Flamengo                  | Brésil       | Toronto Raptors        | [ 368 ] |
| Keith Benson          | 19 août              | Dinamo Sassari            | Italie       | Atlanta Hawks          | [ 369 ] |
| Justin Harper         | 19 août              | Strasbourg IG             | France       | Orlando Magic          | [ 370 ] |
| Eugene Jeter          | 19 août              | FIATC Joventut            | Espagne      | Sacramento Kings       | [ 371 ] |
| Nikola Vučević*       | 22 août              | KK Budućnost              | Monténégro   | Philadelphia 76ers     | [ 372 ] |
| Rasual Butler         | 22 août              | Gran Canaria              | Espagne      | Chicago Bulls          | [ 373 ] |
| Alonzo Gee            | 23 août              | Asseco Prokom             | Pologne      | Cleveland Cavaliers    | [ 374 ] |
| Reggie Williams       | 23 août              | Caja Laboral              | Espagne      | Golden State Warriors  | [ 375 ] |
| Kyle Singler          | 23 août              | Lucentum Alicante         | Espagne      | Detroit Pistons        | [ 376 ] |
| Craig Brackins        | 25 août              | Maccabi Ashdod            | Israël       | Philadelphia 76ers     | [ 377 ] |
| Pape Sy*              | 26 août              | BCM Gravelines            | France       | Atlanta Hawks          | [ 378 ] |
| Wilson Chandler       | 29 août              | Zhejiang Lions            | Chine        | Denver Nuggets         | [ 379 ] |
| Patrick Mills*        | 29 août              | Melbourne Tigers          | Australie    | Portland Trail Blazers | [ 380 ] |
| DeJuan Blair          | 2 septembre          | Krasnye Krylya Samara     | Russie       | San Antonio Spurs      | [ 381 ] |
| Chandler Parsons      | 2 septembre          | Cholet Basket             | France       | Houston Rockets        | [ 382 ] |
| Josh Powell           | 5 septembre          | Liaoning Dinosaurs        | Chine        | Atlanta Hawks          |         |
| Gani Lawal            | 6 septembre          | Zastal Zielona Góra       | Pologne      | Phoenix Suns           |         |
| Chris Douglas-Roberts | 10 septembre         | Virtus Bologna            | Italie       | Milwaukee Bucks        | [ 383 ] |
| J. R. Smith           | 13 septembre         | Zhejiang Golden Bulls     | Chine        | Denver Nuggets         | [ 384 ] |
| Jermaine Taylor       | 14 septembre         | Liaoning Dinosaurs        | Chine        | Sacramento Kings       |         |
| Semih Erden*          | 20 septembre         | Beşiktaş Milangaz         | Turquie      | Cleveland Cavaliers    | [ 385 ] |
| Rudy Fernández*       | 20 septembre         | Real Madrid               | Espagne      | Dallas Mavericks       | [ 386 ] |
| Danilo Gallinari*     | 20 septembre         | Armani Milano             | Italie       | Denver Nuggets         | [ 387 ] |
| Mehmet Okur*          | 20 septembre         | Türk Telekom              | Turquie      | Utah Jazz              | [ 388 ] |
| Kevin Seraphin        | 20 septembre         | Caja Laboral              | Espagne      | Washington Wizards     | [ 389 ] |
| Robert Vaden          | 20 septembre         | BK SPU Nitra              | Slovaquie    | Oklahoma City Thunder  |         |
| Kenyon Martin         | 21 septembre         | Xinjiang Flying Tigers    | Chine        | Denver Nuggets         | [ 390 ] |
| Byron Mullens         | 21 septembre         | Panionios                 | Grèce        | Oklahoma City Thunder  | [ 391 ] |
| Donatas Motiejūnas    | 22 septembre         | Asseco Prokom             | Pologne      | Houston Rockets        | [ 392 ] |
| Brian Scalabrine      | 22 septembre         | Benetton Treviso          | Italie       | Chicago Bulls          | [ 393 ] |
| Austin Daye           | 23 septembre         | BC Khimki                 | Russie       | Detroit Pistons        | [ 394 ] |
| Ater Majok            | 23 septembre         | BK SPU Nitra              | Slovaquie    | Los Angeles Lakers     | [ 395 ] |
| Joey Dorsey           | 26 septembre         | Caja Laboral              | Espagne      | Toronto Raptors        | [ 396 ] |
| Boris Diaw*           | 27 septembre         | JSA Bordeaux              | France       | Charlotte Bobcats      | [ 397 ] |
| Ben Uzoh              | 1er octobre          | Lokomotiv-Kuban           | Russie       | New Jersey Nets        | [ 398 ] |
| Dan Gadzuric          | 4 octobre            | Jiangsu Dragons           | Chine        | New Jersey Nets        | [ 399 ] |
| Andrei Kirilenko*     | 4 octobre            | CSKA Moscou               | Russie       | Utah Jazz              | [ 400 ] |
| Tony Parker*          | 5 octobre            | ASVEL Basket              | France       | San Antonio Spurs      | [ 401 ] |
| Avery Bradley         | 5 octobre            | Hapoel Jerusalem          | Israël       | Boston Celtics         | [ 402 ] |
| Zaza Pachulia         | 7 octobre            | Galatasaray SK            | Turquie      | Atlanta Hawks          | [ 403 ] |
| Yi Jianlian*          | 8 octobre            | Guangdong Southern Tigers | Chine        | Washington Wizards     | [ 404 ] |
| Thabo Sefolosha       | 12 octobre           | Fenerbahçe Ülker          | Turquie      | Oklahoma City Thunder  | [ 405 ] |
| Ian Mahinmi*          | 13 octobre           | STB Le Havre              | France       | Dallas Mavericks       | [ 406 ] |
| Ronny Turiaf*         | 17 octobre           | ASVEL Basket              | France       | New York Knicks        | [ 407 ] |
| Hamed Haddadi*        | 19 octobre           | Melli Haffari Ahvaz       | Iran         | Memphis Grizzlies      | [ 408 ] |
| J. J. Hickson         | 21 octobre           | Bnei HaSharon             | Israël       | Sacramento Kings       | [ 409 ] |
| Serge Ibaka*          | 25 octobre           | Real Madrid               | Espagne      | Oklahoma City Thunder  | [ 410 ] |
| Christian Eyenga      | 27 octobre           | FIATC Joventut            | Espagne      | Cleveland Cavaliers    | [ 411 ] |
| Darnell Jackson       | 2 novembre           | BC Donetsk                | Ukraine      | Sacramento Kings       | [ 412 ] |
| Alexis Ajinça*        | 10 novembre          | Hyères-Toulon             | France       | Toronto Raptors        | [ 413 ] |
| Andrés Nocioni*       | 14 novembre          | Peñarol                   | Argentine    | Philadelphia 76ers     | [ 414 ] |
| Omri Casspi*          | 15 novembre          | Maccabi Tel Aviv          | Israël       | Cleveland Cavaliers    | [ 415 ] |
| Tiago Splitter        | 16 novembre          | Valencia BC               | Espagne      | San Antonio Spurs      | [ 416 ] |
| Aaron Brooks          | 18 novembre          | Guangdong Southern Tigers | Chine        | Phoenix Suns           | [ 417 ] |
| Goran Dragić          | 20 novembre          | Caja Laboral              | Espagne      | Houston Rockets        | [ 418 ] |
| Jordan Williams       | 20 novembre          | Zastal Zielona Góra       | Pologne      | New Jersey Nets        | [ 419 ] |
| Ekpe Udoh             | 21 novembre          | Bnei HaSharon             | Israël       | Golden State Warriors  | [ 420 ] |
| T. J. Ford            | 22 novembre          | KK Zagreb                 | Croatie      | Indiana Pacers         | [ 421 ] |
| Tyreke Evans          | 24 novembre          | Virtus Roma               | Italie       | Sacramento Kings       | [ 422 ] |
| Chase Budinger        | 24 novembre          | Lokomotiv-Kuban           | Russie       | Houston Rockets        |         |
| Charles Jenkins       | 24 novembre          | Bancatercas Teramo        | Italie       | Golden State Warriors  | [ 423 ] |

#### Après le lock-out
| Joueur         | Date de la signature | Nouvelle équipe          | Pays        | Équipe NBA            | Réf.    |
| -------------- | -------------------- | ------------------------ | ----------- | --------------------- | ------- |
| Kyle Singler   | 30 novembre          | Real Madrid              | Espagne     | Detroit Pistons       | [ 424 ] |
| Andy Rautins   | 21 décembre          | Lucentum Alicante        | Espagne     | Dallas Mavericks      | [ 425 ] |
| Carlos Arroyo  | 22 décembre          | Beşiktaş Milangaz        | Turquie     | Boston Celtics        | [ 426 ] |
| Gani Lawal     | 28 décembre          | Xinjiang Flying Tigers   | Chine       | San Antonio Spurs     | [ 427 ] |
| Alexis Ajinça* | 29 décembre          | Strasbourg IG            | France      | Toronto Raptors       | [ 428 ] |
| Charlie Bell   | 2 janvier            | Pepsi Caserta            | Italie      | Golden State Warriors | [ 429 ] |
| Pape Sy*       | 3 janvier            | BCM Gravelines           | France      | Atlanta Hawks         | [ 430 ] |
| Jeff Adrien    | 17 février           | BC Khimki                | Russie      | Houston Rockets       |         |
| Al Thornton    | 19 février           | Brujos de Guayama        | Porto Rico  | Golden State Warriors | [ 431 ] |
| Ike Diogu      | 21 février           | Xinjiang Flying Tigers   | Chine       | San Antonio Spurs     |         |
| Earl Barron    | 26 février           | Meralco Bolts            | Philippines | Golden State Warriors | [ 432 ] |
| Zabian Dowdell | 29 février           | Gran Canaria             | Espagne     | Phoenix Suns          | [ 433 ] |
| Melvin Ely     | 2 mars               | Brujos de Guayama        | Porto Rico  | Charlotte Bobcats     |         |
| Marcus Cousin  | 5 mars               | Guaiqueríes de Margarita | Venezuela   | Houston Rockets       | [ 434 ] |
| Leon Powe      | 8 mars               | Atléticos de San Germán  | Porto Rico  | Memphis Grizzlies     | [ 435 ] |
| Andrés Nocioni | 23 mars              | Caja Laboral             | Espagne     | Philadelphia 76ers    | [ 436 ] |

## Draft
La Draft s'est déroulée le 23 juin 2011, les détails de l'événement sont consultables sur la page suivante : Draft 2011 de la NBA.

### Premier tour
| Choix | Joueur             | Date de la signature | Équipe                                          | Provenance                | Réf.    |
| ----- | ------------------ | -------------------- | ----------------------------------------------- | ------------------------- | ------- |
| 1     | Kyrie Irving       | 9 décembre           | Cleveland Cavaliers                             | Duke                      | [ 437 ] |
| 2     | Derrick Williams   | 12 décembre          | Minnesota Timberwolves                          | Arizona                   | [ 438 ] |
| 3     | Enes Kanter        | 9 décembre           | Utah Jazz                                       | Kentucky                  | [ 439 ] |
| 4     | Tristan Thompson   | 9 décembre           | Cleveland Cavaliers                             | Texas                     | [ 437 ] |
| 5     | Jonas Valančiūnas  |                      | Toronto Raptors                                 | Lietuvos Rytas (Lituanie) |         |
| 6     | Jan Veselý         | 9 décembre           | Washington Wizards                              | Partizan (Serbie)         | [ 440 ] |
| 7     | Bismack Biyombo    | 19 décembre          | Charlotte Bobcats (acquis de Sacramento)        | Fuenlabrada (Espagne)     | [ 441 ] |
| 8     | Brandon Knight     | 9 décembre           | Detroit Pistons                                 | Kentucky                  | [ 442 ] |
| 9     | Kemba Walker       | 11 décembre          | Charlotte Bobcats                               | Connecticut               | [ 443 ] |
| 10    | Jimmer Fredette    | 9 décembre           | Sacramento Kings (acquis de Milwaukee)          | BYU                       | [ 444 ] |
| 11    | Klay Thompson      | 13 décembre          | Golden State Warriors                           | Washington State          | [ 445 ] |
| 12    | Alec Burks         | 9 décembre           | Utah Jazz                                       | Colorado                  | [ 439 ] |
| 13    | Markieff Morris    | 9 décembre           | Phoenix Suns                                    | Kansas                    | [ 446 ] |
| 14    | Marcus Morris      | 12 décembre          | Houston Rockets                                 | Kansas                    |         |
| 15    | Kawhi Leonard      | 10 décembre          | San Antonio Spurs (acquis d'Indiana)            | San Diego State           | [ 447 ] |
| 16    | Nikola Vučević     | 9 décembre           | Philadelphia 76ers                              | USC                       | [ 448 ] |
| 17    | Iman Shumpert      | 11 décembre          | New York Knicks                                 | Georgia Tech              | [ 449 ] |
| 18    | Chris Singleton    | 9 décembre           | Washington Wizards                              | Florida State             | [ 440 ] |
| 19    | Tobias Harris      | 10 décembre          | Milwaukee Bucks (acquis de Charlotte)           | Tennessee                 | [ 450 ] |
| 20    | Donatas Motiejūnas |                      | Houston Rockets (acquis de Minnesota)           | Benetton Treviso (Italie) |         |
| 21    | Nolan Smith        | 9 décembre           | Portland Trail Blazers                          | Duke                      | [ 451 ] |
| 22    | Kenneth Faried     | 9 décembre           | Denver Nuggets                                  | Morehead State            | [ 452 ] |
| 23    | Nikola Mirotić     |                      | Chicago Bulls (acquis de Houston via Minnesota) | Real Madrid (Espagne)     |         |
| 24    | Reggie Jackson     | 10 décembre          | Oklahoma City Thunder                           | Boston College            | [ 453 ] |
| 25    | MarShon Brooks     | 9 décembre           | New Jersey Nets (acquis de Boston)              | Providence                | [ 454 ] |
| 26    | Jordan Hamilton    | 9 décembre           | Denver Nuggets (acquis de Dallas)               | Texas                     | [ 455 ] |
| 27    | JaJuan Johnson     | 12 décembre          | Boston Celtics (acquis de New Jersey)           | Purdue                    | [ 456 ] |
| 28    | Norris Cole        | 9 décembre           | Miami Heat (acquis de Chicago via Minnesota)    | Cleveland State           | [ 457 ] |
| 29    | Cory Joseph        | 16 décembre          | San Antonio Spurs                               | Texas                     | [ 458 ] |
| 30    | Jimmy Butler       | 9 décembre           | Chicago Bulls                                   | Marquette                 | [ 459 ] |

### Second tour
| Choix | Joueur                 | Date de la signature | Équipe                                                 | Provenance                   | Réf.    |
| ----- | ---------------------- | -------------------- | ------------------------------------------------------ | ---------------------------- | ------- |
| 31    | Bojan Bogdanović       |                      | New Jersey Nets (acquis de Miami via Minnesota)        | Fenerbahçe SK (Turquie)      |         |
| 32    | Justin Harper          | 9 décembre           | Orlando Magic (acquis de Cleveland)                    | Richmond                     | [ 460 ] |
| 33    | Kyle Singler           |                      | Detroit Pistons                                        | Duke                         |         |
| 34    | Shelvin Mack           | 9 décembre           | Washington Wizards                                     | Butler                       | [ 440 ] |
| 35    | Tyler Honeycutt        | 9 décembre           | Sacramento Kings                                       | UCLA                         | [ 444 ] |
| 36    | Jordan Williams        | 9 décembre           | New Jersey Nets                                        | Maryland                     | [ 454 ] |
| 37    | Trey Thompkins         | 9 décembre           | Los Angeles Clippers (de Detroit)                      | Georgia                      | [ 461 ] |
| 38    | Chandler Parsons       | 18 décembre          | Houston Rockets                                        | Florida                      | [ 462 ] |
| 39    | Jeremy Tyler           | 13 décembre          | Golden State Warriors (acquis de Charlotte)            | Tokyo Apache (Japon)         | [ 445 ] |
| 40    | Jon Leuer              | 15 décembre          | Milwaukee Bucks                                        | Wisconsin                    | [ 463 ] |
| 41    | Darius Morris          | 9 décembre           | Los Angeles Lakers                                     | Michigan                     | [ 464 ] |
| 42    | Dāvis Bertāns          |                      | San Antonio Spurs (acquis de Indiana)                  | Union Olimpija (Slovénie)    |         |
| 43    | Malcolm Lee            | 15 décembre          | Minnesota Timberwolves (acquis de Chicago)             | UCLA                         | [ 465 ] |
| 44    | Charles Jenkins        | 9 décembre           | Golden State Warriors                                  | Hofstra                      | [ 466 ] |
| 45    | Josh Harrellson        | 11 décembre          | New York Knicks (acquis de New Orleans)                | Kentucky                     | [ 449 ] |
| 46    | Andrew Goudelock       | 9 décembre           | Los Angeles Lakers                                     | Charleston                   | [ 464 ] |
| 47    | Travis Leslie          | 9 décembre           | Los Angeles Clippers                                   | Georgia                      | [ 461 ] |
| 48    | Keith Benson           | 9 décembre           | Atlanta Hawks                                          | Oakland                      |         |
| 49    | Josh Selby             | 10 décembre          | Memphis Grizzlies                                      | Kansas                       | [ 467 ] |
| 50    | Lavoy Allen            | 9 décembre           | Philadelphia 76ers                                     | Temple                       | [ 448 ] |
| 51    | Jon Diebler            |                      | Portland Trail Blazers                                 | Ohio State                   |         |
| 52    | Vernon Macklin         | 9 décembre           | Detroit Pistons                                        | Florida                      | [ 442 ] |
| 53    | DeAndre Liggins        | 9 décembre           | Orlando Magic                                          | Kentucky                     | [ 460 ] |
| 54    | Milan Mačvan           |                      | Cleveland Cavaliers                                    | Maccabi Tel Aviv (Israël)    |         |
| 55    | E'Twaun Moore          | 12 décembre          | Boston Celtics                                         | Purdue                       | [ 456 ] |
| 56    | Chukwudiebere Maduabum |                      | Denver Nuggets (acquis de L.A. Lakers)                 | Bakersfield Jam (D League)   |         |
| 57    | Tanguy Ngombo          |                      | Minnesota Timberwolves (acquis de Dallas via Portland) | Al Rayyan (Qatar)            |         |
| 58    | Ater Majok             |                      | Los Angeles Lakers                                     | Gold Coast Blaze (Australie) |         |
| 59    | Ádám Hanga             |                      | San Antonio Spurs                                      | Assignia Manresa (Espagne)   |         |
| 60    | Isaiah Thomas          | 9 décembre           | Sacramento Kings                                       | Washington                   | [ 444 ] |

### Drafts précédentes
| Draft | Choix | Joueur        | Date de la signature | Équipe                                   | Ancienne équipe        | Réf.    |
| ----- | ----- | ------------- | -------------------- | ---------------------------------------- | ---------------------- | ------- |
| 2009  | 5     | Ricky Rubio   | 16 juin              | Minnesota Timberwolves                   | FC Barcelone (Espagne) | [ 468 ] |
| 2010  | 57    | Ryan Reid     | 13 décembre          | Oklahoma City Thunder (acquis d'Indiana) | Tulsa 66ers (D League) | [ 469 ] |
| 2010  | 44    | Jerome Jordan | 15 décembre          | New York Knicks (acquis de Milwaukee)    | BC Krka (Slovénie)     | [ 470 ] |